# Линия C (RER)
Линия C RER — линия пригородного сообщения Парижа с регионом Иль-де-Франс. Является третьей линией RER, движение по линии началось в 1979 году.

## Описание
Линия C идет с севера на юг, имеет много ответвлений и два внутренних контура. На севере обслуживает пригороды Клиши-ла-Гаренн и Нейи-сюр-Сен, конечная станция — Понтуаз. В границах города идёт вдоль Сены по характерной дуге, проходит через Марсово поле, имеет станции у Дома Инвалидов и Музея Орсе, а также у вокзала Аустерлиц. Её южные ветки и кольца обслуживают Исси, Версаль, Иври-сюр-Сен, аэропорт Орли, Сент-Женевьев-де-Буа, Дурдан, Этамп.

## Сеть
Сегодня линия состоит из 84 станций. Имеет длину 187 километров. Все станции линии эксплуатируются SNCF. Имеет 10 конечных пунктов:
- C1 Понтуаз
- C2 Massy-Palaiseau
- C3 Montigny-Beauchamp
- C4 Дурдан
- C5 Versailles-Château-Rive-Gauche
- C6 Saint-Martin-d'Étampes
- C7 Saint-Quentin-en-Yvelines
- C8 Versailles-Chantiers
- C10 Juvisy
- C12 Pont de Rungis